# Wierchnij Usłon
Wierchnij Usłon (ros. Верхний Услон) – wieś (sieło) w Rosji, w Tatarstanie, ośrodek administracyjny rejonu wierchnieusłonskiego. W 2010 liczyła 4499 mieszkańców.